# دوف كرمي
دوف كَرْمي (بالعبرية: דב כרמי) (1905 – 14 مايو 1962) مهندس معماري إسرائيلي.
حصل على جائزة إسرائيل في العمارة في عام 1957.

## حياته
ولد في جفانيتس في الإمبراطورية الروسية (أوكرانيا حاليا). وهاجرت العائلة إلى فلسطين في عام 1921.
وبدأ دراسة الفن في مدرسة بيتساليل للفن والتصميم في القدس، لكن انجذب إلى الهندسة المعمارية، فرحل إلى بلجيكا لاستكمال دراسته في هذا المجال في جامعة خنت.
وعمل كرمي مع العديد من المعماريين الآخرين منهم زائيف ريشتر ولاحقا ابنه رام كرمي. وخلال مسيرته المهنية صمم أكثر من 200 مبنى، معظمهم في تل أبيب. وكان أسلوبه المعماري أسلوبا حداثيا، وأثر على جيل من المهندسين المعماريين. وتميز أسلوبه بخلق أبعاد متناغمة ومتطورة ودقيقة تجمع بين شكل المبنى وتفاصيله مثل فتحات النوافذ والشرفات والمداخل.

## العائلة

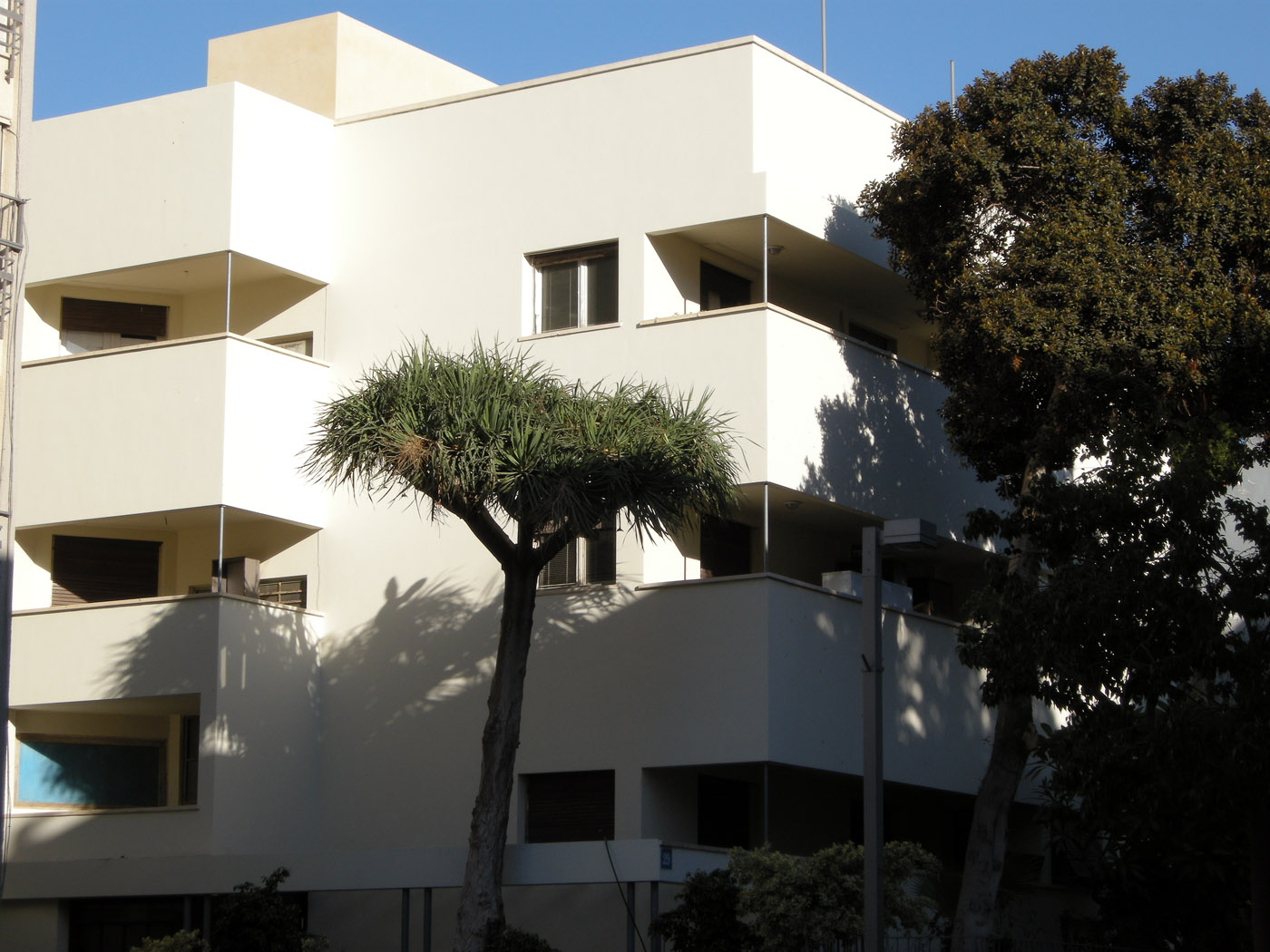
مبنى ماكس ليبلنغ في تل أبيب

تزوج كرمي هايا ماكليف، وأنجبا ابن وابنة صارا معماريين مشهورين. ففي عام 2002 حصل ابنه رام كرمي على جائزة إسرائيل للعمارة، وحصلت ابنته عادا كرمي ميلاميد على جائزة إسرائيل في العمارة أيضا في عام 2007.
أما حفيدته يائيل ملاميد ابنة كرمي ميلاميد، هي منتجة إسرائيلية أمريكية حازت على جائزة أوسكار لأفضل فيلم قصير عام 2012.
توفي بنوبة قلبية عن عمر يناهز 57 عاما، ودفن في مقبرة كريات شاؤول.
وسمي شارع دوف كرمي في تل أبيب باسمه.

## مبانيه الأساسية

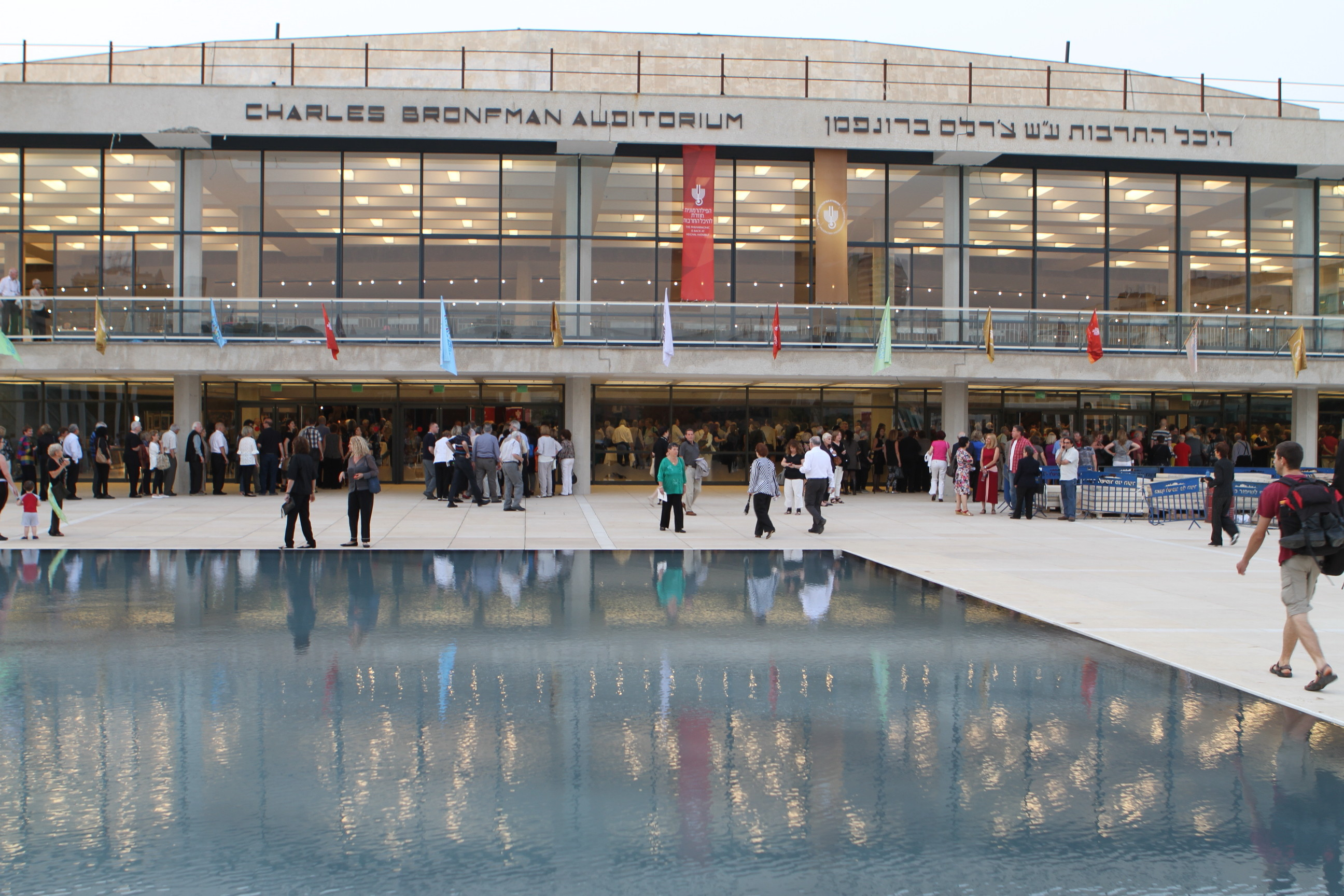
مبنى قصر الثقافة في تل أبيب (صممه دوف كرمي وزائيف ريشتر عام 1951)

- منزل ماكس ليبلينغ – تل أبيب – 1936

- مبنى قصر الثقافة – تل أبيب – 1957 (بالاشتراك مع زائيف ريشتر وياكوف ريشتر)

- مبنى اللجنة التنفيذية للهستدروت – 93 أرلوزروف في تل أبيب

- المدرسة الأرمينية – 44 شارع ييفت في يافا – 1937

- مبنى البرلمان في فريتاون في سراليون – 1956 (بالاشتراك مع تسفي ميلتزر ورام كارمي)

- مبنى الكنيست – القدس – 1959 (بالاشتراك مع يوسف كليرواين، شمعون بوفسنر، رام كارمي)

- بيت العال – شارع بن يهودا في تل أبيب – 1958

## جوائز
- حصل على جائزة إسرائيل في العمارة في عام 1957.[6]